# Ню Орлиънс (тежък крайцер, 1933)
Ню Орлиънс (на английски: USS New Orleans (CA-32)), по-рано CL-32, е тежък крайцер на ВМС на САЩ от времето на Втората световна война. Главен кораб на едноименния тип. Изначално главен кораб на типа е USS Astoria (CA-34). Независимо от това, че той е заложен пръв, „Астория“ е спуснат на вода по-късно и получава бордов номер по-заден отколкото „Ню Орлиънс“. Във връзка с гибелта на „Астория“ в боя при остров Саво през 1942 г., за главен кораб е обявен „Ню Орлиънс“. Освен това, веднага след Гуадалканалската кампания останалите кораби от типа преминават основен ремонт, получавайки нови електрически и радиолокационни системи, а също и по-мощна ПВО. За увеличаване на устойчивостта на корабите са олекотени надстройките (свалена е бойната рубка и са преустроени мостиците, свален е един от кранововете). Преминалите модернизацията кораби и стават известни като типа „Ню Орлиънс“.

## История на службата
Заложен в корабостроителницата New York Navy Yard на 14 март 1931 г. Спуснат е на вода на 12 април 1933 г. Въведен е в строй 15 февруари 1934 г. Служи в Тихия океан в състава на 6-та дивизия крайцери. Заедно със CA-38 „Сан Франциско“ се намира в Пърл Харбър на 7 декември 1941 г. по времето на атаките на японската палубна авиация. Получава повреди и престоява на ремонт до януари 1942 г. След връщането в строй съпровожда конвои в Австралия и Нумеа. Действа в състава на Оперативно съединение №11. През май 1942 г. участва в сражението в Коралово море, спасява 580 души от горящия USS Lexington (CV-2). Участва в битката при Мидуей на 4 юни 1942 г. През юли 1942 г. влиза в състава на прикритието на самолетоносача USS Saratoga (CV-3). След торпилирането от японска подводница, на 31 август на „Саратога“, го съпровожда за ремонт. На 30 ноември в състава на Оперативно съединение №67 „Ню Орлиънс“ участва в нощния бой при Тассафаронга. Крайцерът получава попадение на торпедо в носовата част, в резултат на което последва взрив на носовите погреби. Откъсната е носовата част до кула № 2.
В съпровождане на разрушителя „Мори“ достига до Тулага на собствен ход. През Сидни отплава за Puget Sound Navy Yard за ремонт. Връща се в Пърл Харбър през август 1943 г. Участва в операциите при остров Уейк и Гилбертовите острови. През януари 1944 г. обстрелва японските позиции на Куаджалин. По време на рейда над Трук влиза в състава на групата за съпровождане на самолетоносачите. Заедно със CA-36 „Минеаполис“ потопява учебния крайцер „Катори“ и разрушителя „Майказе“. През април прикрива десанта в Холандия. В неговата гротмачта се врязва повреден самолет от самолетоносача „Йорктаун“ (USS Yorktown (CV-10)), крайцерът получава повреди, но остава в строй. Участва в боевете при Сайпан, Трук, в боя за Филипинско море. През октомври участва в сражението в залива Лейте в състава на Оперативно съединение №34. В състава на крайцерската ескадра на адмирал ДюБоуз потопява повреденият самолетоносач „Чиода“ и разрушителя „Хацузуки“. Преминава ремонт в Mare Island NSY, от декември 1944 г. до март 1945 г. Пристига на Улити на 18 април и участва в десанта на Окинава. След това през август действа в китайски и корейски води. За годините на Втората световна война „Ню Орлиънс“ получава 16 бойни звезди.

## Коментари
1. ↑  Буквите показват принадлежността към определен класː ВВ – линкор, СС, CL, СА – съответно линеен, лек или тежък крайцер, CV – самолетоносач, DD – разрушител, SS – подводница и т.н.